# Az Esküdt ellenségek: Bűnös szándék epizódjainak listája
Ez a lista az Esküdt ellenségek: Bűnös szándék (Law & Order: Criminal Intent) című amerikai sorozat epizódjait tartalmazza. A sorozat 10. évad után végleg befejeződött 2011. június 26-án.A sorozat első hét évadát az NBC sugározta, majd az utolsó három évadot az USA Network csatornán volt látható. Magyarországon a sorozatot a Hallmark Channel és a Universal Channel sugározta.

## Évados áttekintés
| Évad | Évad | Részek száma | Részek száma | Eredeti sugárzás     | Eredeti sugárzás    | Eredeti adó | Magyar sugárzás      | Magyar sugárzás      | Magyar adó        |
| Évad | Évad | Részek száma | Részek száma | Évadbemutató         | Évadzáró            | Eredeti adó | Évadbemutató         | Évadzáró             | Magyar adó        |
| ---- | ---- | ------------ | ------------ | -------------------- | ------------------- | ----------- | -------------------- | -------------------- | ----------------- |
|      | 1.   | 22           | 22           | 2001. szeptember 30. | 2002. május 10.     | NBC         | n. a.                | n. a.                | Hallmark Channel  |
|      | 2.   | 23           | 23           | 2002. szeptember 29. | 2003. május 18.     | NBC         | n. a.                | n. a.                | Hallmark Channel  |
|      | 3.   | 21           | 21           | 2003. szeptember 28. | 2004. május 24.     | NBC         | n. a.                | n. a.                | Hallmark Channel  |
|      | 4.   | 23           | 23           | 2004. szeptember 26. | 2005. május 25.     | NBC         | n. a.                | n. a.                | Hallmark Channel  |
|      | 5.   | 22           | 22           | 2005. szeptember 25. | 2006. május 14.     | NBC         | 2007. július 25.     | 2007. szeptember 11. | Hallmark Channel  |
|      | 6.   | 22           | 22           | 2006. szeptember 19. | 2007. május 21.     | NBC         | 2007. szeptember 17. | 2007. október 23.    | Hallmark Channel  |
|      | 7.   | 22           | 22           | 2007. október 4.     | 2008. augusztus 24. | USA Network | 2008. szeptember 8.  | 2008. október 14.    | Hallmark Channel  |
|      | 8.   | 16           | 16           | 2009. április 19.    | 2009. augusztus 9.  | USA Network | 2009. augusztus 4.   | 2009. október 23.    | Hallmark Channel  |
|      | 9.   | 16           | 16           | 2010. március 30.    | 2010. július 6.     | USA Network | 2010. szeptember 10. | 2010. december 17.   | Universal Channel |
|      | 10.  | 8            | 8            | 2011. május 1.       | 2011. június 26.    | USA Network | 2011. szeptember 9.  | 2011. szeptember 30. | Universal Channel |

## Első évad (2001-02)
| Sor. | Év. | Cím                                    | Rendező            | Író                                                                          | Premier              | Nézettség    |
| ---- | --- | -------------------------------------- | ------------------ | ---------------------------------------------------------------------------- | -------------------- | ------------ |
| 1.   | 1.  | One                                    | Jean de Segonzac   | Történet: René Balcer Tévéjáték: Dick Wolf                                   | 2001. szeptember 30. | 12,80 millió |
| 2.   | 2.  | Art                                    | David Platt        | Elizabeth M. Cosin                                                           | 2001. október 7.     | 11,30 millió |
| 3.   | 3.  | Smothered                              | Michael Fields     | Marlane Gomard Meyer                                                         | 2001. október 14.    | 14,50 millió |
| 4.   | 4.  | The Faithful                           | Constantine Makris | Stephanie Sengupta                                                           | 2001. október 17.    | 19,30 millió |
| 5.   | 5.  | Jones                                  | Frank Prinzi       | Történet: Geoffrey Neigher Tévéjáték: Geoffrey Neigher & René Balcer         | 2001. október 21.    | 13,10 millió |
| 6.   | 6.  | The Extra Man                          | Jean de Segonzac   | Marlane Gomard Meyer                                                         | 2001. október 28.    | 12,60 millió |
| 7.   | 7.  | Poison                                 | Gloria Muzio       | Stephanie Sengupta                                                           | 2001. november 11.   | 11,80 millió |
| 8.   | 8.  | The Pardoner's Tale                    | Steve Shill        | Theresa Rebeck                                                               | 2001. november 18.   | 12,80 millió |
| 9.   | 9.  | The Good Doctor                        | Constantine Makris | Geoffrey Neigher                                                             | 2001. november 25.   | 14 millió    |
| 10.  | 10. | Az ellenség köztünk van (Enemy Within) | John David Coles   | David Black                                                                  | 2001. december 9.    | 10,80 millió |
| 11.  | 11. | A harmadik lovas (The Third Horseman)  | Constantine Makris | René Balcer                                                                  | 2002. január 6.      | 12,30 millió |
| 12.  | 12. | Őrület (Crazy)                         | Steve Shill        | René Balcer                                                                  | 2002. január 13.     | 13,30 millió |
| 13.  | 13. | The Insider                            | Jan Egleson        | Elizabeth M. Cosin                                                           | 2002. január 27.     | 13 millió    |
| 14.  | 14. | Homo Homini Lupis                      | David Platt        | René Balcer                                                                  | 2002. március 3.     | 11,60 millió |
| 15.  | 15. | Semi-Professional                      | Gloria Muzio       | Történet: Stephanie Sengupta Tévéjáték: Stephanie Sengupta & René Balcer     | 2002. március 10.    | 8,60 millió  |
| 16.  | 16. | Phantom                                | Juan J. Campanella | Történet: Marlane Gomard Meyer Tévéjáték: Marlane Gomard Meyer & René Balcer | 2002. március 17.    | 11,90 millió |
| 17.  | 17. | Seizure                                | Michael Fields     | Történet: Hall Powell Tévéjáték: Hall Powell & René Balcer                   | 2002. március 31.    | 11,70 millió |
| 18.  | 18. | Yesterday                              | Jean de Segonzac   | Történet: Theresa Rebeck Tévéjáték: Theresa Rebeck & René Balcer             | 2002. április 14.    | 10,30 millió |
| 19.  | 19. | Maledictus                             | Frank Prinzi       | Történet: Stephanie Sengupta Tévéjáték: Stephanie Sengupta & René Balcer     | 2002. április 21.    | 11,50 millió |
| 20.  | 20. | Badge                                  | Constantine Makris | Történet: Marlane Gomard Meyer Tévéjáték: Marlane Gomard Meyer & René Balcer | 2002. április 28.    | 13,40 millió |
| 21.  | 21. | Ed Sherin                              | Faith              | Történet: Theresa Rebeck Tévéjáték: Theresa Rebeck & René Balcer             | 2002. április 28.    | 15,30 millió |
| 22.  | 22. | Tuxedo Hill                            | Steve Shill        | René Balcer                                                                  | 2002. május 10.      | 15,20 millió |

## Második évad (2002-03)
| Sor. | Év. | Cím                  | Rendező                           | Író                                                                            | Premier              | Nézettség    |
| ---- | --- | -------------------- | --------------------------------- | ------------------------------------------------------------------------------ | -------------------- | ------------ |
| 23.  | 1.  | Dead                 | Darnell Martin                    | Történet: Stephanie Sengupta Tévéjáték: René Balcer & Stephanie Sengupta       | 2002. szeptember 29. | 15,80 millió |
| 24.  | 2.  | Bright Boy           | Frank Prinzi                      | Történet: Marlane Gomard Meyer Tévéjáték: René Balcer & Marlane Gomard Meyer   | 2002. október 6.     | 14,80 millió |
| 25.  | 3.  | Anti-Thesis          | Adam Bernstein                    | Történet: Eric Overmyer Tévéjáték: René Balcer, Eric Overmyer & Dick Wolf      | 2002. október 13.    | 14,60 millió |
| 26.  | 4.  | Best Defense         | Gloria Muzio                      | Történet: Elizabeth M. Cosin Tévéjáték: René Balcer & Elizabeth M. Cosin       | 2002. október 20.    | 14,70 millió |
| 27.  | 5.  | Chinoiserie          | David Platt                       | Történet: B. Mason Tévéjáték: René Balcer & B. Mason                           | 2002. október 27.    | 14,10 millió |
| 28.  | 6.  | Malignant            | Frank Prinzi & Juan J. Campanella | Történet: Michael S. Chernuchin Tévéjáték: René Balcer & Michael S. Chernuchin | 2002. november 3.    | 15 millió    |
| 29.  | 7.  | Tomorrow             | Don Scardino                      | Történet: Stephanie Sengupta Tévéjáték: René Balcer & Stephanie Sengupta       | 2002. november 10.   | 15,90 millió |
| 30.  | 8.  | The Pilgrim          | Darnell Martin                    | Történet: Marlane Gomard Meyer Tévéjáték: René Balcer & Marlane Gomard Meyer   | 2002. november 17.   | 16,20 millió |
| 31.  | 9.  | Shandeh              | Steve Shill                       | René Balcer                                                                    | 2002. december 1.    | 13,70 millió |
| 32.  | 10. | Con-Text             | Alex Zakrzewski                   | Történet: Gerry Conway Tévéjáték: René Balcer & Gerry Conway                   | 2003. január 5.      | 15 millió    |
| 33.  | 11. | Baggage              | Constantine Makris                | Történet: Theresa Rebeck Tévéjáték: Theresa Rebeck & René Balcer               | 2003. január 12.     | 16,20 millió |
| 34.  | 12. | Suite Sorrow         | Jean de Segonzac                  | Történet: Warren Leight Tévéjáték: René Balcer & Warren Leigh                  | 2003. február 2.     | 15,30 millió |
| 35.  | 13. | See Me               | Steve Shill                       | Történet: Jim Sterling Tévéjáték: René Balcer & Jim Sterling                   | 2003. február 9.     | 15,90 millió |
| 36.  | 14. | Probability          | Frank Prinzi                      | Történet: Gerry Conway Tévéjáték: René Balcer & Gerry Conway                   | 2003. február 16.    | 14,80 millió |
| 37.  | 15. | Monster              | Joyce Chopra                      | Történet: Marlane Gomard Meyer Tévéjáték: René Balcer & Marlane Gomard Meyer   | 2003. március 3.     | 15,80 millió |
| 38.  | 16. | Cuba Libre           | Darnell Martin                    | Történet: Warren Leight Tévéjáték: René Balcer & Warren Leight                 | 2003. március 9.     | 9,70 millió  |
| 39.  | 17. | Cold Comfort         | Constantine Makris                | Történet: Stephanie Sengupta Tévéjáték: René Balcer & Stephanie Sengupta       | 2003. március 30.    | 9,60 millió  |
| 40.  | 18. | Legion               | Steve Shill & Frank Prinzi        | Történet: Theresa Rebeck Tévéjáték: Theresa Rebeck & René Balcer               | 2003. április 6.     | 15,60 millió |
| 41.  | 19. | Cherry Red           | Frank Prinzi                      | Történet: Jim Sterling Tévéjáték: René Balcer & Jim Sterling                   | 2003. április 27.    | 13,40 millió |
| 42.  | 20. | Blink                | Don Scardino                      | Történet: Gerry Conway Tévéjáték: René Balcer & Gerry Conway                   | 2003. május 4.       | 14,30 millió |
| 43.  | 21. | Graansha             | Darnell Martin                    | Történet: Joe Gannon Tévéjáték: René Balcer & Joe Gannon                       | 2003. május 11.      | 13 millió    |
| 44.  | 22. | Zoonotic             | Don Scardino                      | Történet: Warren Leight Tévéjáték: René Balcer & Warren Leight                 | 2003. május 18.      | 14,50 millió |
| 45.  | 23. | A Person of Interest | Frank Prinzi                      | Történet: René Balcer Tévéjáték: René Balcer & Warren Leight                   | 2003. május 18.      | 16,20 millió |

## Harmadik évad (2003-04)
| Sor. | Év. | Cím                 | Rendező                         | Író                                                                      | Premier              | Nézettség    |
| ---- | --- | ------------------- | ------------------------------- | ------------------------------------------------------------------------ | -------------------- | ------------ |
| 46.  | 1.  | Undaunted Mettle    | Steve Shill                     | Történet: Stephanie Sengupta Tévéjáték: Stephanie Sengupta & René Balcer | 2003. szeptember 28. | 15,80 millió |
| 47.  | 2.  | Gemini              | Frank Prinzi                    | Történet: Jim Sterling Tévéjáték: Jim Sterling & René Balcer             | 2003. október 5.     | 14,30 millió |
| 48.  | 3.  | The Gift            | Alex Zakrzewski                 | Történet: Marlene Meyer Tévéjáték: Marlene Meyer & René Balcer           | 2003. október 12.    | 14,40 millió |
| 49.  | 4.  | But Not Forgotten   | Constantine Makris              | Történet: Gerry Conway Tévéjáték: Gerry Conway & René Balcer             | 2003. október 19.    | 14,90 millió |
| 50.  | 5.  | Pravada             | Alex Zakrzewski                 | Történet: Warren Leight Tévéjáték: Warren Leight & René Balcer           | 2003. október 26.    | 15,20 millió |
| 51.  | 6.  | Stray               | Frank Prinzi                    | Történet: Elizabeth Benjamin Tévéjáték: Elizabeth Benjamin & René Balcer | 2003. november 2.    | 13,50 millió |
| 52.  | 7.  | A Murderer Among Us | Steve Shill                     | Történet: Diana Son Tévéjáték: Diana Son & René Balcer                   | 2003. november 9.    | 13,20 millió |
| 53.  | 8.  | Sound Bodies        | Jean de Segonzac & Frank Prinzi | René Balcer                                                              | 2003. november 16.   | 12,50 millió |
| 54.  | 9.  | Happy Family        | Frank Prinzi                    | Történet: Marlene Meyer Tévéjáték: Marlene Meyer & René Balcer           | 2003. november 23.   | 14,20 millió |
| 55.  | 10. | F.P.S.              | Darnell Martin                  | Történet: Gerry Conway Tévéjáték: Gerry Conway & René Balcer             | 2004. január 4.      | 13,20 millió |
| 56.  | 11. | Mad Hops            | Christopher Swartout            | Történet: Jim Sterling Tévéjáték: Jim Sterling & René Balcer             | 2004. január 11.     | 16,10 millió |
| 57.  | 12. | Unrequited          | Jean de Segonzac                | Történet: Stephanie Sengupta Tévéjáték: Stephanie Sengupta & René Balcer | 2004. január 18.     | 12 millió    |
| 58.  | 13. | Pas de Deux         | Frank Prinzi                    | Történet: Warren Leight Tévéjáték: Warren Leight & René Balcer           | 2004. február 15.    | 13,30 millió |
| 59.  | 14. | Mis-Labeled         | Joyce Chopra                    | Történet: Elizabeth Benjamin Tévéjáték: Elizabeth Benjamin & René Balcer | 2004. február 12.    | 12,40 millió |
| 60.  | 15. | Shrink-Wrapped      | Jean de Segonzac                | Történet: Diana Son Tévéjáték: Diana Son & René Balcer                   | 2004. március 7.     | 15 millió    |
| 61.  | 16. | The Saint           | Frank Prinzi                    | Történet: Marlene Meyer Tévéjáték: Marlene Meyer & René Balcer           | 2004. március 14.    | 14,60 millió |
| 62.  | 17. | Conscience          | Alex Chapple                    | Történet: Gerry Conway Tévéjáték: Gerry Conway & René Balcer             | 2004. március 28.    | 14,40 millió |
| 63.  | 18. | Ill-Bred            | Steve Shill                     | Történet: Jim Sterling Tévéjáték: Jim Sterling & René Balcer             | 2004. április 18.    | 14,30 millió |
| 64.  | 19. | Fico di Capo        | Alex Zakrzewski                 | Történet: Stephanie Sengupta Tévéjáték: Stephanie Sengupta & René Balcer | 2004. május 9.       | 11,60 millió |
| 65.  | 20. | D.A.W.              | Frank Prinzi                    | Történet: René Balcer Tévéjáték: René Balcer & Warren Leight             | 2004. május 16.      | 13,70 millió |
| 66.  | 21. | Consumed            | Steve Sthill                    | Történet: Warren Leight Tévéjáték: Warren Leight & René Balcer           | 2004. május 23.      | 13 millió    |

## Negyedik évad (2004-05)
| Sor. | Év. | Cím                                      | Rendező                                      | Író                                                                           | Premier              | Nézettség    |
| ---- | --- | ---------------------------------------- | -------------------------------------------- | ----------------------------------------------------------------------------- | -------------------- | ------------ |
| 67.  | 1.  | Semi-Detached                            | Frank Prinzi                                 | Történet: Gerry Conway Tévéjáték: Gerry Conway & René Balcer                  | 2004. szeptember 26. | 12,67 millió |
| 68.  | 2.  | The Posthumous Collection                | Jean de Segonzac                             | Történet: Marlane Meyer Tévéjáték: Marlane Meyer & René Balcer                | 2004. október 3.     | 11 millió    |
| 69.  | 3.  | Want                                     | Frank PrinziElizabeth Benjamin & René Balcer | Történet: Elizabeth Benjamin Tévéjáték:                                       | 2004. október 10.    | 12,81 millió |
| 70.  | 4.  | Great Barrier                            | Frank Prinzi                                 | Történet: Diana Son Tévéjáték: Diana Son & René Balcer                        | 2004. október 17.    | 11,92 millió |
| 71.  | 5.  | Eosphoros                                | Alex Zakrzewski                              | Történet: Stephanie Sengupta Tévéjáték: René Balcer                           | 2004. október 24.    | 12,40 millió |
| 72.  | 6.  | In the Dark                              | Alex Chapple                                 | Történet: Jim Sterling Tévéjáték: Jim Sterling & René Balcer                  | 2004. október 31.    | 11,51 millió |
| 73.  | 7.  | Magnificat                               | Frank Prinzi                                 | Történet: Diana Son Tévéjáték: Diana Son & René Balcer                        | 2004. november 7.    | 11,53 millió |
| 74.  | 8.  | Silver Lining                            | Kevin Dowling                                | Történet: Marlane Meyer Tévéjáték: Marlane Meyer & René Balcer                | 2004. november 14.   | 15,16 millió |
| 75.  | 9.  | Inert Dwarf                              | Alex Chapple                                 | Történet: Warren Leight Tévéjáték: Warren Leight & René Balcer                | 2004. november 21.   | 13,47 millió |
| 76.  | 10. | View from up Here                        | Alex Chapple                                 | Történet: Jim Sterling Tévéjáték: Jim Sterling & René Balcer                  | 2005. január 2.      | 14,85 millió |
| 77.  | 11. | Gone                                     | Christopher Swartout                         | Történet: Stephanie Sengupta Tévéjáték: Stephanie Sengupta & René Balcer      | 2005. január 9.      | 13,23 millió |
| 78.  | 12. | Collective                               | Frank Prinzi                                 | Történet: Gerry Conway Tévéjáték: Gerry Conway & René Balcer                  | 2005. január 30.     | 14,26 millió |
| 79.  | 13. | Stress Position                          | Frank Prinzi                                 | Történet: Charlie Rubin Tévéjáték: Charlie Rubin, Warren Leight & René Balcer | 2005. február 13.    | 13,53 millió |
| 80.  | 14. | Sex Club                                 | Alex Chapple                                 | Történet: Elizabeth Benjamin Tévéjáték: Elizabeth Benjamin & René Balcer      | 2005. február 20.    | 9,04 millió  |
| 81.  | 15. | Death Roe                                | Rick Wallace                                 | Történet: Warren Leight Tévéjáték: Warren Leight & René Balcer                | 2005. március 13.    | 15,72 millió |
| 82.  | 16. | Ex Stasis                                | Bill L. Norton                               | Történet: Diana Son Tévéjáték: Diana Son & René Balcer                        | 2005. március 20.    | 12,35 millió |
| 83.  | 17. | Shibboleth                               | Darnell Martin                               | Történet: Stephanie Sengupta Tévéjáték: Stephanie Sengupta & René Balcer      | 2005. március 27.    | 10,70 millió |
| 84.  | 18. | The Good Child                           | Jean de Segonzac                             | Történet: Marlane Meyer Tévéjáték: Marlane Meyer & René Balcer                | 2005. április 3.     | 12,98 millió |
| 85.  | 19. | Beast                                    | Frank Prinzi                                 | Történet: Gina Gionfriddo Tévéjáték: Gina Gionfriddo & René Balcer            | 2005. április 10.    | 10,94 millió |
| 86.  | 20. | No Exit                                  | Jean de Segonzac                             | Történet: Gerry Conway Tévéjáték: Gerry Conway & René Balcer                  | 2005. május 1.       | 11,60 millió |
| 87.  | 21. | Szemrebbenés nélkül (The Unblinking Eye) | Frank Prinzi                                 | Történet: Jim Sterling Tévéjáték: Jim Sterling & René Balcer                  | 2005. május 8.       | 11,54 millió |
| 88.  | 22. | A jó hírem (My Good Name)                | Alex Zakrzewski                              | Történet: Warren Leight Tévéjáték: Warren Leight & René Balcer                | 2005. május 15.      | 10,32 millió |
| 89.  | 23. | Szívtelen bírák (False-Hearted Judges)   | Jean de Segonzac                             | Történet: Diana Son Tévéjáték: Diana Son & René Balcer                        | 2005. május 25.      | 14,98 millió |

## Ötödik évad (2005-06)
| Sor. | Év. | Cím                                                          | Rendező              | Író                                                                           | Premier                                | Nézettség    |
| ---- | --- | ------------------------------------------------------------ | -------------------- | ----------------------------------------------------------------------------- | -------------------------------------- | ------------ |
| 90.  | 1.  | Nőj fel (Grow)                                               | Frank Prinzi         | Történet: Marlane Gomard Meyer Tévéjáték: Marlane Gomard Meyer & René Balcer  | 2005. szeptember 25. 2007. július 25.  | 10,72 millió |
| 91.  | 2.  | Ékszerrablás (Diamond Dogs)                                  | Norberto Barba       | Történet: Charlie Rubin Tévéjáték: Warren Leight, Charlie Rubin & René Balcer | 2005. október 2. 2007. augusztus 1.    | 12,35 millió |
| 92.  | 3.  | Láncra verve (Prisoner)                                      | Rick Wallace         | Történet: Gina Gionfriddo Tévéjáték: Gina Gionfriddo & René Balcer            | 2005. október 9. 2007. augusztus 1.    | 12,89 millió |
| 93.  | 4.  | Elszabadulva (Unchained)                                     | Alex Zakrzewski      | Történet: Stephanie Sengupta Tévéjáték: Stephanie Sengupta & René Balcer      | 2005. október 16. 2007. augusztus 8.   | 11,53 millió |
| 94.  | 5.  | Bűnbánat (Acts of Contrition)                                | Frank Prinzi         | Történet: Warren Leight Tévéjáték: Warren Leight & René Balcer                | 2005. október 23. 2007. augusztus 8.   | 10,45 millió |
| 95.  | 6.  | A hajnali órákban (1. rész) (In the Wee Small Hours (Part 1) | Jean de Segonzac     | Történet: Stephanie Sengupta Tévéjáték: Stephanie Sengupta & René Balcer      | 2005. november 6. 2007. augusztus 15.  | 14,28 millió |
| 96.  | 7.  | A hajnali órákban (2. rész) (In the Wee Small Hours (Part 2) | Jean de Segonzac     | Történet: Stephanie Sengupta Tévéjáték: Stephanie Sengupta & René Balcer      | 2005. november 6. 2007. augusztus 15.  | 14,28 millió |
| 97.  | 8.  | Ráncfelvarrás (Saving Face)                                  | Rick Wallace         | Történet: Gerry Conway Tévéjáték: Gerry Conway & René Balcer                  | 2005. november 27. 2007. augusztus 22. | 10,95 millió |
| 98.  | 9.  | Halálos félelem (Scared Crazy)                               | Marisol Torres       | Történet: Diana Son Tévéjáték: Diana Son & René Balcer                        | 2005. december 4. 2007. augusztus 22.  | 11,85 millió |
| 99.  | 10. | Babaház (Dollhouse)                                          | Frank Prinzi         | Történet: Gina Gionfriddo Tévéjáték: Gina Gionfriddo & René Balcer            | 2006. január 8. 2007. augusztus 29.    | 10,80 millió |
| 100. | 11. | Csúszó-mászok (Slither)                                      | Bill L. Norton       | Történet: Marlane Gomard Meyer Tévéjáték: Marlane Gomard Meyer & René Balcer  | 2006. január 15. 2007. augusztus 29.   | 10,82 millió |
| 101. | 12. | Csak figyelj! (Watch)                                        | Alex Chapple         | Történet: Charlie Rubin Tévéjáték: Charlie Rubin & René Balcer                | 2006. január 22. 2007. szeptember 3.   | 10,52 millió |
| 102. | 13. | Büszke vér! (Proud Flesh)                                    | Frank Prinzi         | Történet: Warren Leight Tévéjáték: Warren Leight & René Balcer                | 2006. március 12. 2007. szeptember 4.  | 12,27 millió |
| 103. | 14. | Wasichu (Wasichu)                                            | Christopher Swartout | Történet: Diana Son Tévéjáték: Diana Son & René Balcer                        | 2006. március 19. 2007. szeptember 4.  | 11,38 millió |
| 104. | 15. | Törvénytelen élet (Wrongful Life)                            | Darnell Martin       | Történet: Gerry Conway Tévéjáték: Gerry Conway & René Balcer                  | 2006. március 26. 2007. szeptember 5.  | 9,22 millió  |
| 105. | 16. | Játékos dráma (Dramma Giocoso)                               | John David Coles     | Történet: Stephanie Sengupta Tévéjáték: Stephanie Sengupta & René Balcer      | 2006. április 9. 2007. szeptember 5.   | 10 millió    |
| 106. | 17. | Szoba kiadó (Vacancy)                                        | Jean de Segonzac     | Történet: Gina Gionfriddo Tévéjáték: Gina Gionfriddo & René Balcer            | 2006. április 16. 2007. szeptember 6.  | 11,91 millió |
| 107. | 18. | A gyógyító (The Healer)                                      | Frank Prinzi         | Történet: Marlane Gomard Meyer Tévéjáték: Marlane Gomard Meyer & René Balcer  | 2006. április 23. 2007. szeptember 6.  | 11,13 millió |
| 108. | 19. | Út a semmibe (Cruise to Nowhere)                             | Marisol Torres       | Történet: Warren Leight Tévéjáték: Warren Leight & René Balcer                | 2006. április 30. 2007. szeptember 10. | 9,69 millió  |
| 109. | 20. | Csontig hatol (To the Bone)                                  | Jean de Segonzac     | Történet: Charlie Rubin Tévéjáték: Warren Leight, Charlie Rubin & René Balcer | 2006. május 7. 2007. szeptember 10.    | 10,35 millió |
| 110. | 21. | Lángoló templomok (On Fire)                                  | Frank Prinzi         | Történet: Diana Son Tévéjáték: Diana Son & René Balcer                        | 2006. május 14. 2007. szeptember 11.   | 11,92 millió |
| 111. | 22. | A jó fiú (The Good)                                          | Christopher Swartout | Történet: Gerry Conway Tévéjáték: Gerry Conway & René Balcer                  | 2006. május 14. 2007. szeptember 11.   | 11,92 millió |

## Hatodik évad (2006-07)
| Sor. | Év. | Cím                                 | Rendező                             | Író                                                                                              | Premier                                   | Nézettség    |
| ---- | --- | ----------------------------------- | ----------------------------------- | ------------------------------------------------------------------------------------------------ | ----------------------------------------- | ------------ |
| 112. | 1.  | Vaktában (Blind Spot)               | Norberto Barba                      | Történet: Charlie Rubin Tévéjáték: Charlie Rubin & Warren Leight                                 | 2006. szeptember 19. 2007. szeptember 17. | 11,57 millió |
| 113. | 2.  | Igaz szerelem (Tru Love)            | Norberto Barba                      | Történet: Diana Son Tévéjáték: Diana Son & Warren Leight                                         | 2006. szeptember 26. 2007. szeptember 18. | 10,61 millió |
| 114. | 3.  | Holló a hollónak (Siren Call)       | Frank Prinzi                        | Történet: Julie Martin Tévéjáték: Julie Martin & Warren Leight                                   | 2006. október 3. 2007. szeptember 19.     | 12,18 millió |
| 115. | 4.  | A máltai kereszt (Maltese Cross)    | Jim McKay                           | Jacquelyn Reingold                                                                               | 2006. október 10. 2007. szeptember 20.    | 11,47 millió |
| 116. | 5.  | Ágyasok (Bedfellows)                | Frank Prinzi                        | Történet: Stephanie Sengupta Tévéjáték: Julie Martin, Stephanie Sengupta & Warren Leight         | 2006. október 17. 2007. szeptember 24.    | 10,99 millió |
| 117. | 6.  | Maszkabál (Masquerade)              | Christine Moore                     | Történet: Gina Gionfriddo Tévéjáték: Gina Gionfriddo & Warren Leight                             | 2006. október 31. 2007. szeptember 25.    | 8,47 millió  |
| 118. | 7.  | Műfajok határán (Country Crossover) | Bill L. Norton                      | Történet: Gina Gionfriddo Tévéjáték: Gina Gionfriddo & Warren Leight                             | 2006. november 7. 2007. szeptember 26.    | 7,39 millió  |
| 119. | 8.  | Hálaadás (The War at Hom)           | Darnell Martin                      | Történet: Diana Son Tévéjáték: Julie Martin, Diana Son & Warren Leight                           | 2006. november 14. 2007. szeptember 27.   | 9,14 millió  |
| 120. | 9.  | Robbantók (Blasters)                | Constantine Makris                  | Történet: Charlie Rubin Tévéjáték: Charlie Rubin & Warren Leight                                 | 2006. november 21. 2007. október 1.       | 9,26 millió  |
| 121. | 10. | Szomorú fűz (Weeping Willow)        | Tom DiCillo                         | Történet: Stephanie Sengupta Tévéjáték: Stephanie Sengupta & Warren Leight                       | 2006. november 28. 2007. október 2.       | 9,76 millió  |
| 122. | 11. | A számok hatalma (World's Fair)     | Steve Shill                         | Történet: Jacquelyn Reingold Tévéjáték: Julie Martin, Jacquelyn Reingold & Warren Leight         | 2007. január 2. 2007. október 3.          | 13,38 millió |
| 123. | 12. | Kiváltság (Privilege)               | Jean de Segonzac                    | Warren Leight, Julie Martin & Siobhan Byrne O'Connor                                             | 2007. január 9. 2007. október 4.          | 11,78 millió |
| 124. | 13. | Viharmadár (Albatross)              | Frank Prinzi                        | Történet: Marsha Norman Tévéjáték: Marsha Norman & Warren Leight                                 | 2007. február 6. 2007. október 8.         | 8,81 millió  |
| 125. | 14. | Fricska (Flipped)                   | Jim McKay                           | Történet: Charles Kipps Tévéjáték: Charles Kipps & Warren Leight                                 | 2007. február 13. 2007. október 9.        | 8,50 millió  |
| 126. | 15. | A nyáj őrzője (Brother's Keeper)    | Ken Girotti                         | Történet: Marsha Norman Tévéjáték: Marsha Norman & Warren Leight                                 | 2007. február 20. 2007. október 10.       | 9,39 millió  |
| 127. | 16. | Harminc (30) (30)                   | Andrei Belgrader & Jean de Segonzac | Történet: Charlie Rubin Tévéjáték: Charlie Rubin & Warren Leight                                 | 2007. február 27. 2007. október 11.       | 9,26 millió  |
| 128. | 17. | Játékosok (Players)                 | Tom DiCillo                         | Történet: Peter Blauner Tévéjáték: Peter Blauner & Warren Leight                                 | 2007. március 27. 2007. október 15.       | 8,85 millió  |
| 129. | 18. | Hangtompító (Silencer)              | Dean White                          | Történet: Marygrace O'Shea Tévéjáték: Marygrace O'Shea & Warren Leight                           | 2007. április 3. 2007. október 16.        | 7,14 millió  |
| 130. | 19. | Űrbűn (Rocket Man)                  | Michael Smith                       | Történet: Siobhan Byrne O'Connor Tévéjáték: Julie Martin, Siobhan Byrne O'Connor & Warren Leight | 2007. május 1. 2007. október 17.          | 7,36 millió  |
| 131. | 20. | Gránat (Bombshell)                  | Darnell Martin                      | Történet: Brant Englestein Tévéjáték: Julie Martin & Warren Leight                               | 2007. május 8. 2007. október 18.          | 6,94 millió  |
| 132. | 21. | Végjáték (Endgame)                  | Jean de Segonzac                    | Történet: Kate Rorick, Julie Martin & Warren Leight Tévéjáték: Kate Rorick & Warren Leight       | 2007. május 14. 2007. október 22.         | 7,20 millió  |
| 133. | 22. | Újjászületés (Renewal)              | Norberto Barba                      | Történet: Jacquelyn Reingold Tévéjáték: Jacquelyn Reingold & Warren Leight                       | 2007. május 21. 2007. október 23.         | 8,85 millió  |

## Hetedik évad (2007-08)
| Sor. | Év. | Cím | Rendező            | Író                                                                                               | Premier                                                                | Nézettség   |
| ---- | --- | --- | ------------------ | ------------------------------------------------------------------------------------------------- | ---------------------------------------------------------------------- | ----------- |
| 134. | 1.  | Kárpótlás (Amends) | Jesús S. Treviño   | Történet: Siobhan Byrne O'Connor Tévéjáték: Warren Leight & Siobhan Byrne O'Connor                | 2007. október 4. (USA) 2008. január 9. (NBC) 2008. szeptember 8.       | 3,75 millió |
| 135. | 2.  | Magok (Seeds) | Jean de Segonzac   | Történet: Peter Blauner Tévéjáték: Warren Leight & Peter Blauner                                  | 2007. október 11. (USA) 2008. január 16. (NBC) 2008. szeptember 9.     | 3,41 millió |
| 136. | 3.  | Mosoly (Smile) | Michael Smith      | Történet: Charlie Rubin Tévéjáték: Warren Leight & Charlie Rubin                                  | 2007. október 18. (USA) 2008. február 20. (NBC) 2008. szeptember 10.   | 4,54 millió |
| 137. | 4.  | Magány (Lonelyville) | Constantine Makris | Történet: Jacquelyn Reingold Tévéjáték: Warren Leight, Julie Martin & Jacquelyn Reingold          | 2007. október 25. (USA) 2008. február 27. (NBC) 2008. szeptember 11.   | 3,61 millió |
| 138. | 5.  | Mélység (Depths) | Norberto Barba     | Történet: Diana Son Tévéjáték: Warren Leight, Julie Martin & Diana Son                            | 2007. november 1. (USA) 2008. március 5. (NBC) 2008. szeptember 15.    | 3,58 millió |
| 139. | 6.  | Udvarlás (Courtship) | Jean de Segonzac   | Warren Leight & Julie Martin                                                                      | 2007. november 8. (USA) 2008. március 12. (NBC) 2008. szeptember 16.   | 3,28 millió |
| 140. | 7.  | Önerőből (Self-Made) | Ken Girotti        | Történet: Jerome Hairston Tévéjáték: Warren Leight & Jerome Hairston                              | 2007. november 15. (NBC) 2008. január 23. (NBC) 2008. szeptember 17.   | 8,20 millió |
| 141. | 8.  | Sértés (Offense) | Tom DiCillo        | Történet: Kate Rorick Tévéjáték: Julie Martin & Kate Rorick                                       | 2007. november 29. (USA) 2008. február 13. (NBC) 2008. szeptember 18.  | 3,85 millió |
| 142. | 9.  | Béklyók nélkül (Untethered) | Ken Girotti        | Warren Leight, Charlie Rubin & Diana Son                                                          | 2007. december 6. (USA) 2008. február 6. (NBC) 2008. szeptember 22.    | 4,57 millió |
| 143. | 10. | Értelmetlen (Senseless) | Jean de Segonzac   | Történet: Julie Martin & Siobhan Byrne O'Connor Tévéjáték: Warren Leight & Siobhan Byrne O'Connor | 2007. december 13. (USA) 2008. január 30. (NBC) 2008. szeptember 23.   | 4,33 millió |
| 144. | 11. | Tisztítótűz (Purgatory) | Jesús S. Treviño   | Történet: Siobhan Byrne O'Connor Tévéjáték: Warren Leight & Siobhan Byrne O'Connor                | 2008. június 8. (USA) 2008. június 21. (NBC) 2008. szeptember 24.      | 4,52 millió |
| 145. | 12. | Szerződés (Contract) | Jonathan Herron    | Történet: Peter Blauner Tévéjáték: Warren Leight & Peter Blauner                                  | 2008. június 15. (USA) 2008. június 28. (NBC) 2008. szeptember 25.     | 3,35 millió |
| 146. | 13. | Elárulva (Betrayed) | Michael Smith      | Történet: Diana Son & Marygrace O'Shea Tévéjáték: Warren Leight & Charlie Rubin                   | 2008. június 22. (USA) 2008. július 5. (NBC) 2008. szeptember 29.      | 4,69 millió |
| 147. | 14. | Merénylő (Assassin) | Norberto Barba     | Történet: Julie Martin & Eric Overmyer Tévéjáték: Warren Leight & Julie Martin                    | 2008. június 29. (USA) 2008. július 12. (NBC) 2008. szeptember 30.     | 4,04 millió |
| 148. | 15. | Henry Kissingertől nem fogadunk el több ajánló levelet! (Please Note We Are No Longer Accepting Letters of Recommendation from Henry Kissinger) | Kevin Bray         | Történet: Marygrace O'Shea Tévéjáték: Warren Leight & Marygrace O'Shea                            | 2008. július 6. (USA) 2008. július 19. (NBC) 2008. október 1.          | 4,88 millió |
| 149. | 16. | A találkozó (Reunion) | Jean de Segonzac   | Történet: Jacquelyn Reingold Tévéjáték: Warren Leight & Jacquelyn Reingold                        | 2008. július 13. (USA) 2008. július 26. (NBC) 2008. október 2.         | 4,89 millió |
| 150. | 17. | Eltűnés (Vanishing Act) | Peter Werner       | Történet: Jerome Hairston Tévéjáték: Warren Leight & Jerome Hairston                              | 2008. július 20. (USA) 2008. augusztus 2. (NBC) 2008. október 6.       | 4,83 millió |
| 151. | 18. | Rászámolás (Ten Count) | Alex Chapple       | Történet: Julie Martin Tévéjáték: Warren Leight & Julie Martin                                    | 2008. július 27. (USA) 2008. szeptember 6. (NBC) 2008. október 7.      | 4,32 millió |
| 152. | 19. | Örökség (Legacy) | Betty Kaplan       | Történet: Alan Kingsberg & Kate Rorick Tévéjáték: Warren Leight & Alan Kingsberg                  | 2008. augusztus 3. (USA) 2008. szeptember 10. (NBC) 2008. október 8.   | 4,92 millió |
| 153. | 20. | Figyeld a szomszédokat (Neighborhood Watch) | Kevin Bray         | Történet: Eric Overmyer Tévéjáték: Warren Leight & Eric Overmyer                                  | 2008. augusztus 10. (USA) 2008. szeptember 13. (NBC) 2008. október 9.  | 4,16 millió |
| 154. | 21. | Keret (Last Rites) | Tom DiCillo        | Történet: Siobhan Byrne O'Connor & Marygrace O'Shea Tévéjáték: Warren Leight & Peter Blauner      | 2008. augusztus 17. (USA) 2008. szeptember 17. (NBC) 2008. október 13. | 4,64 millió |
| 155. | 22. | Végső rítusok (Frame) | Norberto Barba     | Történet: Julie Martin & Kate Rorick Tévéjáték: Warren Leight                                     | 2008. augusztus 24. (USA) 2008. szeptember 20. (NBC) 2008. október 14. | 5,20 millió |

## Nyolcadik évad (2009)
| Sor. | Év. | Cím                                          | Rendező          | Író                                                                                    | Premier                                                              | Nézettség   |
| ---- | --- | -------------------------------------------- | ---------------- | -------------------------------------------------------------------------------------- | -------------------------------------------------------------------- | ----------- |
| 156. | 1.  | Holtat játszva (Playing Dead)                | Michael Smith    | Antoinette Stella                                                                      | 2009. április 19. (USA) 2009. május 6. (NBC) 2009. augusztus 4.      | 4,57 millió |
| 157. | 2.  | Rocksztár (Rock Star)                        | Bill D'Elia      | Ed Zuckerman                                                                           | 2009. április 26. (USA) 2009. május 13. (NBC) 2009. augusztus 4.     | 4,10 millió |
| 158. | 3.  | Identitás-zavar (Identity Crisis)            | Michael Smith    | Pamela Wechsler                                                                        | 2009. május 3. (USA) 2009. május 20. (NBC) 2009. szeptember 11.      | 3,14 millió |
| 159. | 4.  | Kezelés alatt (In Treatment)                 | Jean de Segonzac | Timothy J. Lea                                                                         | 2009. május 10. (USA) 2009. május 27. (NBC) 2009. szeptember 11.     | 3,14 millió |
| 160. | 5.  | Hűségesen (Faithfully)                       | Jean de Segonzac | Antoinette Stella                                                                      | 2009. május 17. (USA) 2009. június 29. (NBC) 2009. szeptember 18.    | 3,70 millió |
| 161. | 6.  | Astoria Helen (Astoria Helen)                | Norberto Barba   | Timothy J. Lea                                                                         | 2009. május 31. (USA) 2009. július 6. (NBC) 2009. szeptember 18.     | 3,97 millió |
| 162. | 7.  | Kettős őrület (Folie à Deux)                 | David Manson     | Michael S. Chernuchin                                                                  | 2009. június 7. (USA) 2009. július 13. (NBC) 2009. szeptember 25.    | 4,01 millió |
| 163. | 8.  | Az egykori dicsőség… (The Glory That Was...) | Norberto Barba   | Robert Nathan                                                                          | 2009. június 14. (USA) 2009. július 20. (NBC) 2009. szeptember 25.   | 4,14 millió |
| 164. | 9.  | Családi értékek (Family Values)              | Jean de Segonzac | Történet: Walon Green Tévéjáték: Walon Green & Antoinette Stella                       | 2009. június 21. (USA) 2009. augusztus 3. (NBC) 2009. október 2.     | 3,44 millió |
| 165. | 10. | Salomé Manhattenben (Salome in Manhattan)    | Steve Shill      | Andrew Lipsitz                                                                         | 2009. június 28. (USA) 2009. augusztus 10. (NBC) 2009. október 2.    | 4,70 millió |
| 166. | 11. | A nők kedvence (Lady's Man)                  | Ken Girotti      | Michael S. Chernuchin                                                                  | 2009. június 28. (USA) 2009. augusztus 17. (NBC) 2009. október 9.    | 4,60 millió |
| 167. | 12. | Szenvedély (Passion)                         | Jonathan Herron  | Michael S. Chernuchin                                                                  | 2009. július 12. (USA) 2009. augusztus 24. (NBC) 2009. október 9.    | 3,47 millió |
| 168. | 13. | All In (All In)                              | David Manson     | Történet: Pamela Wechsler, Antoinette Stella, & Walon Green Tévéjáték: Pamela Wechsler | 2009. július 19. (USA) 2009. augusztus 31. (NBC) 2009. október 16.   | 4,14 millió |
| 169. | 14. | Kiemelt eset (Major Case)                    | Chris Zalla      | Andrew Lipsitz                                                                         | 2009. július 26. (USA) 2009. augusztus 31. (NBC) 2009. október 16.   | 4,63 millió |
| 170. | 15. | Vezérkutya (Alpha Dog)                       | Norberto Barba   | Walon Green                                                                            | 2009. augusztus 2. (USA) 2009. szeptember 7. (NBC) 2009. október 23. | 4,23 millió |
| 171. | 16. | Forradalom (Revolution)                      | John David Coles | Michael S. Chernuchin                                                                  | 2009. augusztus 9. (USA) 2009. szeptember 7. (NBC) 2009. október 23. | 4,83 millió |

## Kilencedik évad (2010)
| Sor. | Év. | Cím                                                                  | Rendező          | Író                               | Premier                                                               | Nézettség   |
| ---- | --- | -------------------------------------------------------------------- | ---------------- | --------------------------------- | --------------------------------------------------------------------- | ----------- |
| 172. | 1.  | Hűség (1. rész) (Loyalty (Part 1)                                    | Jean de Segonzac | Walon Green                       | 2010. március 30. (USA) 2010.augusztus 15. (NBC) 2010. szeptember 10. | 3,56 millió |
| 173. | 2.  | Hűség (2. rész) (Loyalty (Part 2)                                    | Jean de Segonzac | Barbara Hall                      | 2010. április 6. (USA) 2010. június 20. (NBC) 2010. szeptember 17.    | 3,47 millió |
| 174. | 3.  | A Broad-csatorna (Broad Channel)                                     | Omar Madha       | Mark Malone                       | 2010. április 13. (USA) 2010. június 27. (NBC) 2010. szeptember 24.   | 3,21 millió |
| 175. | 4.  | Kényes (Delicate)                                                    | Tom DiCillo      | Nicole Mirante-Matthews           | 2010. április 20. (USA) 2010. június 27. (NBC) 2010. október 1.       | 3,53 millió |
| 176. | 5.  | Istenek és Rovarok (Gods & Insects)                                  | Jonathan Herron  | Ted Sullivan                      | 2010. április 27. (USA) 2010. július 4. (NBC) 2010. október 8.        | 2,82 millió |
| 177. | 6.  | Ábel és Willing (Abel & Willing)                                     | Kevin Bray       | Michael Angeli                    | 2010. május 4. (USA) 2010. július 10. (NBC) 2010. október 15.         | 2,82 millió |
| 178. | 7.  | Fülig szerelmes (Love Sick)                                          | Jim Hayman       | Nicole Mirante-Matthews           | 2010. május 11. (USA) 2010. július 11. (NBC) 2010. október 22.        | 3,02 millió |
| 179. | 8.  | Szerelem a jégen (Love on Ice)                                       | Ken Girotti      | David Klass & James Sadwith       | 2010. május 18. (USA) 2010. július 17. (NBC) 2010. október 29.        | 2,55 millió |
| 180. | 9.  | Forgalom (Traffic)                                                   | Chris Zalla      | Antoinette Stella                 | 2010. május 25. (USA) 2010. július 18. (NBC) 2010. november 5.        | 2,86 millió |
| 181. | 10. | Tanítvány (Disciple)                                                 | Christine Moore  | Walon Green & Michael Angeli      | 2010. június 1. (USA) 2010. július 24. (NBC) 2010. november 12.       | 3,08 millió |
| 182. | 11. | Az elveszett gyermek és a vér (Lost Children of the Blood)           | John David Coles | Christine Bailey                  | 2010. június 8. (USA) 2010. július 25. (NBC) 2010. november 19.       | 2,97 millió |
| 183. | 12. | Igaz örökség (True Legacy)                                           | Yon Motskin      | Antoinette Stella                 | 2010. június 15. (USA) 2010. július 31. (NBC) 2010. november 26.      | 3,50 millió |
| 184. | 13. | Kérdezze gengszterét, gyógyszerészét! (The Mobster Will See You Now) | Jean de Segonzac | Michael Angeli                    | 2010. június 22. (USA) 2010. augusztus 1. (NBC) 2010. december 3.     | 4,40 millió |
| 185. | 14. | Újra papirusz (Palimpsest)                                           | Darnell Martin   | Mark Malone                       | 2010. június 29. (USA) 2010. augusztus 7. (NBC) 2010. december 10.    | 2,79 millió |
| 186. | 15. | Embertelen társadalom (Inhumane Society)                             | Michael Smith    | Courtney Parker & Geoffrey Thorne | 2010. július 6. (USA) 2010. augusztus 14. (NBC) 2010. december 17.    | 2,99 millió |
| 187. | 16. | 3 az 1-ben (Three-In-One)                                            | Arthur W. Forney | Walon Green & David Klass         | 2010. július 6. (USA) 2010. augusztus 21. (NBC) 2010. december 17.    | 2,99 millió |

## Tizedik évad (2011)
| Sor. | Év. | Cím                                                         | Rendező          | Író                                                                            | Premier                                                              | Nézettség   |
| ---- | --- | ----------------------------------------------------------- | ---------------- | ------------------------------------------------------------------------------ | -------------------------------------------------------------------- | ----------- |
| 188. | 1.  | Tisztelgés (Rispetto)                                       | Jean de Segonzac | Rick Eid                                                                       | 2011. május 1. (USA) 2011. május 30. (NBC) 2011. szeptember 9.       | 5,10 millió |
| 189. | 2.  | A vigasztaló (The Consoler)                                 | Michael Smith    | Chris Brancato                                                                 | 2011. május 8. (USA) 2011. június 6. (NBC) 2011. szeptember 9.       | 3,68 millió |
| 190. | 3.  | Forradalmárok (Boots on the Ground)                         | Jean de Segonzac | Történet: Marlane Gomard Meyer Tévéjáték: Marlane Gomard Meyer & Paul Eckstein | 2011. május 15. (USA) 2011. június 20. (NBC) 2011. szeptember 16.    | 3,83 millió |
| 191. | 4.  | Az utolsó utca Manhattan-ben (The Last Street in Manhattan) | Jean de Segonzac | Rick Eid                                                                       | 2011. május 22. (USA) 2011. június 27. (NBC) 2011. szeptember 16.    | 3,33 millió |
| 192. | 5.  | Trófea bor (Trophy Wine)                                    | Michael Smith    | Warren Leight                                                                  | 2011. június 5. (USA) 2011. július 11. (NBC) 2011. szeptember 23.    | 3,91 millió |
| 193. | 6.  | A tetem (Cadaver)                                           | Frank Prinzi     | Julie Martin                                                                   | 2011. június 12. (USA) 2011. július 18. (NBC) 2011. szeptember 23.   | 3,59 millió |
| 194. | 7.  | Ikarosz (Icarus)                                            | Frank Prinzi     | Julie Martin                                                                   | 2011. június 19. (USA) 2011. augusztus 1. (NBC) 2011. szeptember 30. | 3,27 millió |
| 195. | 8.  | A kötött sapkás fiú (To the Boy in the Blue Knit Cap)       | Jean de Segonzac | Julie Martin & Chris Brancato                                                  | 2011. június 26. 2011. szeptember 30.                                | 3,75 millió |

## Fordítás
- Ez a szócikk részben vagy egészben  a   List of Law & Order: Criminal Intent episodes című angol Wikipédia-szócikk ezen változatának fordításán alapul.  Az eredeti cikk szerkesztőit annak laptörténete sorolja fel. Ez a jelzés csupán a megfogalmazás eredetét és a szerzői jogokat jelzi, nem szolgál a cikkben szereplő információk forrásmegjelöléseként.